# Wilmington (Vermont, statisztikai település)
Wilmington statisztikai település az USA Vermont államában, Windham megyében. Lakosainak száma 439 fő (2020. április 1.).

## Népesség
A település népességének változása:

| 2010 | 463 |
| 2020 | 439 |